# Partito Democratico Popolare del Tagikistan
Il Partito Democratico Popolare del Tagikistan (in tagico Ҳизби халқӣ демократӣ Тоҷикистон, Hizbi xalqí demokratí Tocikiston) è un partito politico del Tagikistan. Il presidente del Tagikistan Emomalī Rahmon, in carica dal 1994, è il capo di questo partito.
Alle elezioni legislative svolte tra il 27 febbraio e il 13 marzo 2005 (ampiamente considerate truccate a favore di Emomalī Rahmon), il partito ha avuto il 74% del voto popolare vincendo 52 su 63 seggi, e ha aumentato i seggi rispetto alle elezioni del 2000, nelle quali aveva vinto con il 64,9% dei voti e 38 seggi. Alle elezioni legislative del 28 febbraio 2010 il partito ha ottenuto il 71,04% del voto popolare e 55 seggi.
La sede del partito è nel Palazzo dell'Unità a Dušanbe.

## Risultati
| Elezione          | Voti      | %     | Seggi   |
| ----------------- | --------- | ----- | ------- |
| Parlamentari 2010 | 2.321.436 | 71,04 | 55 / 63 |
| Parlamentari 2015 | 2.472.267 | 67,74 | 51 / 63 |
| Parlamentari 2020 | 2.139.741 | 51,21 | 47 / 63 |

| Elezione           | Candidato      | Voti      | %     | Esito     |
| ------------------ | -------------- | --------- | ----- | --------- |
| Presidenziali 2006 | Emomalī Rahmon | 2.419.192 | 80,34 | ✔️ Eletto |
| Presidenziali 2013 | Emomalī Rahmon | 3.157.253 | 84,23 | ✔️ Eletto |
| Presidenziali 2020 | Emomalī Rahmon | 3.853.987 | 92,08 | ✔️ Eletto |